# Červená hora (Nízký Jeseník)
Červená hora ('muntanya roja') és una formació geològica plana de la serralada del Nízký Jeseník, a Moràvia (República Txeca). Situada a 749 msnm, és la formació més alta de l'altiplà de Domašov, que forma part del Nízký Jeseník, i del districte d'Opava. Hi ha una estació hidrometeorològica i una estació de la Xarxa Europea de Bòlids. El 13 d'octubre del 1990 s'hi obtingué una imatge especialment útil del meteoroide rasant d'aquell dia.